# Saint-Savin, Gironde
Saint-Savin je naselje in občina v jugozahodnem francoskem departmaju Gironde regije Akvitanije. Leta 2009 je naselje imelo 2.573 prebivalcev.

## Geografija
Naselje leži v pokrajini Gujeni 41 km severno od Bordeauxa.

## Uprava
Saint-Savin je sedež istoimenskega kantona, v katerega so poleg njegove vključene še občine Cavignac, Cézac, Civrac-de-Blaye, Cubnezais, Donnezac, Générac, Laruscade, Marcenais, Marsas, Saint-Christoly-de-Blaye, Saint-Girons-d'Aiguevives, Saint-Mariens, Saint-Vivien-de-Blaye, Saint-Yzan-de-Soudiac in Saugon z 19.802 prebivalcema.
Kanton Saint-Savin je sestavni del okrožja Blaye.

## Zanimivosti
- cerkev sv. Savina.